# Erdbeermund
Erdbeermund – singel zespołu In Extremo. Erdbeermund jest pierwszym utworem na płycie 7 z 2003 roku.

## Singel
Nur Ihr Allein jest 10 singlem grupy In Extremo
1. Erdbeermund 04:06
2. In Taberna Gloria 03:41
3. Küss Mich (Video) 04:14